# Joppécourt
Joppécourt è un comune francese di 143 abitanti situato nel dipartimento della Meurthe e Mosella nella regione del Grand Est.

## Storia

### Simboli
Lo stemma, creato da Jean-François Binon, è stato adottato nel 2005. La fascia ondata rappresenta il fiume Crusnes, gli alerioni sono il simbolo della Lorena. Il quartier franco con la croce azzurra riprende il blasone dei de Mercy, signori del luogo.

## Società

### Evoluzione demografica
Abitanti censiti